# اریکا امن
اریکا امن (به هلندی: Erica) یک منطقهٔ مسکونی در هلند است که در امن (درنته) واقع شده‌است. اریکا امن ۴٬۸۰۰ نفر جمعیت دارد.